# 류자야오역
류자야오역(중국어: 刘家窑站)은 중국 베이징시 펑타이구 둥톄장잉 가도·팡죙 지구 접경의 남2환중로·푸황위로·류샹로 교차로 류자야오교(刘家窑桥) 아래에 위치한 베이징 지하철 5호선의 지하철역이다. 정류장의 색조는 커피색이다.

## 역 구조
류자야오역은 지하역이며, 섬식 승강장 구조로 되어있다.
| 지면층          | 출구                            | A-D출구                            |
| 지하 1층        | 대합실                          | 고객센터, 자동매표기, 이카통 충전  |
| 지하 2층 승강장 | ←                               | ■ 5호선 톈퉁위안베이 방면 (푸황위) |
| 지하 2층 승강장 | 섬식 승강장, 왼쪽 출입문이 열림 |                                    |
| 지하 2층 승강장 | →                               | ■ 5호선 쑹자좡 방면 (시·종착역)    |

## 출구
이 역에는 총 4개의 출구가 있다.:A(서북), B(동북), C(동남), D(서남).
|                            | |      |             |
| 출구                       | 출구 인근 | 사진 | 무장애 시설 |
| 出口 · A                   | 푸황위로(서측), 남3환동로(북측), 버스정류장 류자야오차오 북, 버스정류장 류자야오차오, 펑타이구 둥톄장잉 제1초등학교, 항송원(恒松园), 진룽위안 소구(金容苑小区), 류자야오 남리(刘家窑南里), 베이징 남3환중로15호원 |      |             |
| 出口 · B                   | 푸황위로(동측), 남3환동로(북측), 버스정류장 류자야오차오 북, 버스정류장 류자야오차오, 베이징 기록보관소, 펑춘위안3구, 베이징시 펑타이구 팡춘위안 제1초등학교                                                      |      |             |
| 出口 · C                   | 류샹로(동측), 남3환동로(남측), 버스정류장 류자야오차오 남, 버스정류장 류자야오차오, 베이징시 펑타이구 톄잉(铁营) 병원, 헝치타오(横七条), 펑타이구 저능아교육 센터학교                                             |      |             |
| 出口 · D                   | 류샹로(동측), 남3환동로(남측), 버스정류장 류자야오차오 남, 버스정류장 류자야오차오, 샤오톄장잉(小铁匠营), 동인원(同仁园), 둥톄장잉 제2초등학교                                                                    |      |             |
| 아이콘 설명: 휠체어 리프트 | |      |             |

## 같이 보기
- 베이징 지하철 5호선
- 베이징 3환로
- 푸황위로
- 류샹로